# Impressions (Chris Botti)
Impressions è un album in studio del trombettista statunitense Chris Botti, pubblicato il 17 aprile 2012, dall'etichetta Columbia Records e prodotto da Bobby Colomby.
Il 5 maggio 2012, l'album raggiunge la prima posizione della Billboard Jazz Albums Chart. Rimane nella classifica per 78 settimane.
Il 10 febbraio 2013, riceve il Grammy Award per il miglior album pop strumentale.

## Tracce
1. Preludio op. 28 n. 20 (Chopin) – 4:55 (Fryderyk Chopin)
2. Per Te (For You) (featuring Andrea Bocelli) – 4:25 (Chris Botti, David Foster, Tiziano Ferro)
3. En Aranjuez Con Tu Amor – 5:27 (Joaquín Rodrigo)
4. You Are Not Alone – 3:23 (R. Kelly)
5. Losing You (featuring Vince Gill) – 6:11 (Randy Newman)
6. Tango Suite (featuring Herbie Hancock) – 6:38 (Botti, Hancock)
7. Setembro – 3:04 (Ivan Lins)
8. Oblivion (featuring Caroline Campbell) – 4:23 (Ástor Piazzolla)
9. Sevdah – 5:47 (Gabriel Yared, Tanja Carovska)
10. Summertime (featuring David Foster) – 3:42 (George Gershwin, DuBose Heyward)
11. Contigo En La Distancia – 4:07 (César Portillo de la Luz)
12. Over the Rainbow – 3:21 (Harold Arlen, E.Y. Harburg)
13. What a Wonderful World (featuring Mark Knopfler) – 7:34 (George David Weiss, Bob Thiele)

## Formazione
- Chris Botti - tromba
- Alex Acuña - percussioni
- Walter Afanasieff - tastiera, coro, voce
- Leonardo Amuedo - chitarra
- Richard Bennett - chitarra acustica
- Andrea Bocelli - voce
- Caroline Campbell - violino
- Billy Childs - pianoforte
- Vinnie Colaiuta - batteria
- Jim Cox - pianoforte
- Pedro Eustache - Duduk
- Lisa Fischer - coro
- Guy Fletcher - Fender Rhodes
- David Foster - pianoforte
- Vince Gill - voce
- Herbie Hancock - pianoforte
- David Hungate - basso
- Robert Hurst - basso
- John Jarvis - pianoforte
- Geoffrey Keezer - pianoforte
- Mark Knopfler - voce, chitarra elettrica
- Ramón Stagnaro - chitarra
- Ian Thomas - batteria
- Tanja Tzarovska - voce
- Michael Valerio - basso
- Glenn Worf - basso